# Serie A2 1984-1985 (pallanuoto maschile)
Nella stagione 1984-1985 Serie A1 e Serie A2 sono diventate due categorie distinte. La Serie A2 è quindi ufficialmente il nuovo secondo livello del Campionato italiano maschile di pallanuoto, facendo diventare la Serie B il terzo livello.
A1 e A2 rimangono strettamente correlate in quanto le prime due classificate del campionato cadetto (quest'anno sono state Pescara e Civitavecchia) accedono ai play-off scudetto. Non ci sono state retrocessioni per allargamento dei quadri.

## Classifica
|  |     | Serie A2 '84-'85 | Pt | G  | V | N | P | GF | GS | DR |
|  | --- | ---------------- | -- | -- | - | - | - | -- | -- | -- |
|  | 1.  | Pescara          | 35 | 18 |   |   |   |    |    |    |
|  | 2.  | Civitavecchia    | 27 | 18 |   |   |   |    |    |    |
|  | 3.  | Bologna          | 26 | 18 |   |   |   |    |    |    |
|  | 4.  | Como             | 20 | 18 |   |   |   |    |    |    |
|  | 5.  | Volturno         | 20 | 18 |   |   |   |    |    |    |
|  | 6.  | Fiamme Oro       | 18 | 18 |   |   |   |    |    |    |
|  | 7.  | Mameli           | 13 | 18 |   |   |   |    |    |    |
|  | 8.  | Chiavari         | 11 | 18 |   |   |   |    |    |    |
|  | 9.  | Sturla           | 7  | 18 |   |   |   |    |    |    |
|  | 10. | Vomero           | 3  | 18 |   |   |   |    |    |    |
|  |     |                  |    |    |   |   |   |    |    |    |

## Verdetti
- Pescara e NC Civitavecchia promosse in serie A1 e ammesse ai Play-off Scudetto